# Jules Semler-Collery
Jules Semler-Collery est un compositeur et chef de musique militaire français né le 17 septembre 1902 à Dunkerque et mort le 3 novembre 1988 à Montmorency.

## Biographie
Jules Louis Semler-Collery naît le 3 novembre 1988 à Dunkerque,.
Il reçoit de son père Jules (Gaspard) Semler-Collery sa première éducation musicale. Il se perfectionne ensuite à la Schola Cantorum de Paris, où il étudie la clarinette avec Richard, le piano avec Paul Brandt, et la composition musicale avec Vincent d'Indy, ainsi qu'au Conservatoire de Paris, en harmonie avec Paul Vidal.
Jules Semler-Collery fait alors carrière au sein de plusieurs orchestres militaires, comme musicien puis chef d'orchestre. 
En 1938, il est nommé officier d'Académie dans l'ordre des Palmes académiques. En 1939, il succède à Michel Boher à la tête de la Musique des équipages de la flotte de Brest. 
En 1943, il devient chef de la Musique de la police nationale, formation nouvellement créée, puis prend la direction de la Musique des équipages de la flotte de Toulon en 1945, avant d'être nommé en 1948 à Paris et réintégrer Brest en 1958, où il restera en fonction jusqu'à sa retraite, en 1960,.
En 1969, Jules Semler-Collery est élu président de la Confédération musicale de France, poste qu'il occupe jusqu'en 1976. Officier de la Légion d'honneur, officier des Palmes académiques, officier des Arts et des Lettres, prix G. Parès de la Sacem, il meurt le 3 novembre 1988 à Montmorency,. Il est inhumé à Enghien-les-Bains.
Comme compositeur, il est l'auteur de nombreuses marches militaires et pièces originales pour orchestre d'harmonie. 

## Distinctions
- Officier d'académie (1938)
- Officier de la Légion d'honneur
- Officier de l'ordre des Arts et des Lettres

## Sélection d’œuvres
Outre ses compositions pour orchestre d'harmonie, sont toujours au répertoire des musiciens plusieurs pièces de concours pour instruments à vent, en particulier :
- Récitatif et Final pour basson avec accompagnement de piano, morceau de concours du Conservatoire (1951)[15]
- Légende et divertissement pour clarinette basse et piano (1953)[16]
- Divertissements pour trio d'anches (1953)[17]
- Barcarolle et Chanson bachique, pour tuba ou trombone basse en ut ou saxhorn basse si bémol et piano (1953)[18]
- Pièce romantique pour cor avec accompagnement de piano, morceau de concours du Conservatoire (1954)[19]
- Fantaisie et Danse en forme de gigue pour clarinette avec accompagnement de piano, morceau de concours du Conservatoire (1955)[20]
- Saxhornia, pour saxhorn basse si bémol ou tuba ut ou trombone basse et piano, morceau de concours du Conservatoire (1959)[21]
- Fantaisie lyrique pour trombone avec accompagnement de piano, morceau de concours du Conservatoire (1960)[22]
- Romance et Tarentelle pour cornet (ou bugle) avec accompagnement de piano, morceau de concours du Conservatoire (1962)[23]
- Cantabile et divertissement, pour saxhorn basse si bémol (ou tuba, ou trombone basse, ou contrebasse si bémol, ou contrebasse à cordes) et piano, morceau de concours du Conservatoire (1963)[24]
- Nocturne et Rondo pour cornet avec accompagnement de piano, morceau de concours du Conservatoire (1968)[25]
- Cantilène et Petit divertissement, pour hautbois et piano, morceau de concours du Conservatoire (1969)[26]
- Lied et Final, pour clarinette en si bémol et piano (1970)[27]
- Évocation et Scherzetto, pour trompette et piano, morceau de concours du Conservatoire (1971)[28]
- Deux Pièces brèves pour trombone basse ou tuba avec accompagnement de piano, morceau de concours du Conservatoire (1973)[29]